# Couvent de Maria Engelport
Le couvent de Maria Engelport, ou couvent Unsere Liebe Frau von Engelport (notre chère dame d'Engelport), ou encore couvent de Maria Porta Angelica (couvent Marie-Porte-des-Anges) est un couvent situé non loin de Treis-Karden en Allemagne, au bord du Hunsrück dans la vallée du Flaumbach et le Land de Rhénanie-Palatinat.

## Histoire du couvent jusqu'en 1900
Le couvent est fondé en 1220 par le chevalier Emelrich de Monreal qui y fait venir des cisterciennes du couvent de Kumbd. Mais en raison du peu de soutien économique de la famille fondatrice, le couvent est bientôt délaissé. Une deuxième fondation a lieu en 1262 par le chevalier Philippe de Wildenburg (dont les possessions sont dans l'Eifel) et sa femme Irmgard de Braunshorn. Le couple y installe ses trois filles et des dominicaines venues d'un couvent des Ardennes. Elles s'affilient le 28 août 1272 aux prémontrées. Le couvent de femmes se met à partir du 2 octobre 1275 sous la juridiction de l'abbé de Sayn. Il est dirigé nominalement par un prieur (à l'exception de la période 1617-1672, où il est dirigé par le prieur de Rommersdorf) et entretient aussi par période un chapelain, tandis que la direction effective se fait par une « maîtresse » (tenant le rôle de prieure).
Pendant la guerre de Trente Ans, les troupes suédoises incendient le couvent. En 1641, Elisabeth von Metzenhausen refait construire hâtivement l'aile d'habitation et les bâtiments d'exploitation endommagés avant une reconstruction plus solide en 1661. L'église et le cloître avaient été heureusement épargnés.
Le couvent comprend en moyenne environ vingt-cinq religieuses de chœur (sans compter les converses) au siècle suivant, jusqu'à ce qu'il soit occupé par les troupes révolutionnaires françaises le 4  octobre 1794. Les religieuses en sont chassées et le 25 juillet 1802 le couvent est définitivement abrogé. En 1818, le propriétaire détruit l'église et les bâtiments conventuels pour en faire une carrière de pierres, mais une partie est laissée intacte et donnée en location ; telle est la situation jusqu'à ce qu'en 1903 les oblats rachètent l'ensemble comme propriété agricole.
Une personnalité se distingue dans l'histoire du couvent : il s'agit de la bienheureuse Beatrix. Il est possible qu'elle ait été la première prieure d'Engelport. On a longtemps admis qu'elle était une fille du refondateur Philippe de Wildenburg, avant d'émettre l'hypothèse qu'elle aurait appartenu plutôt à la maison des Frei von Treis.
De 1450 à 1532, c'est la direction de la bienheureuse Marguerite Kratz von Scharfenstein (1430–1532) qui marque cette longue période ; en effet la bienheureuse dirige pendant quatre-vingt-deux ans le couvent avec le titre de « maîtresse » (prieure) et meurt à l'âge de cent-deux ans. Sous sa direction, elle augmente d'un tiers les possessions du couvent, tout en se dévouant au secours des pauvres. Elle est l'arrière-grand-tante du prince-évêque de Worms, Philippe II Kratz von Scharfenstein.

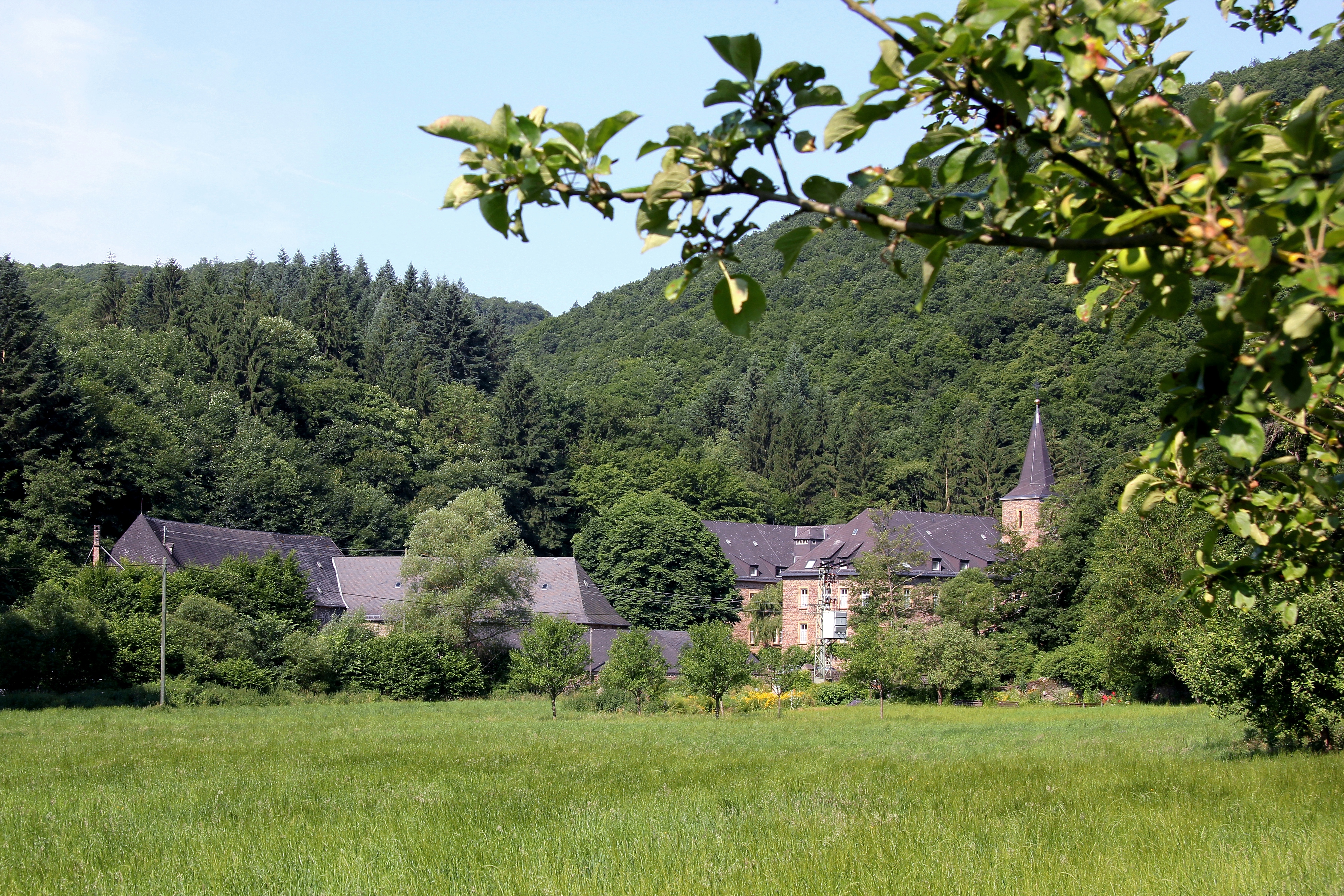
Le couvent dans la vallée du Flaumbach
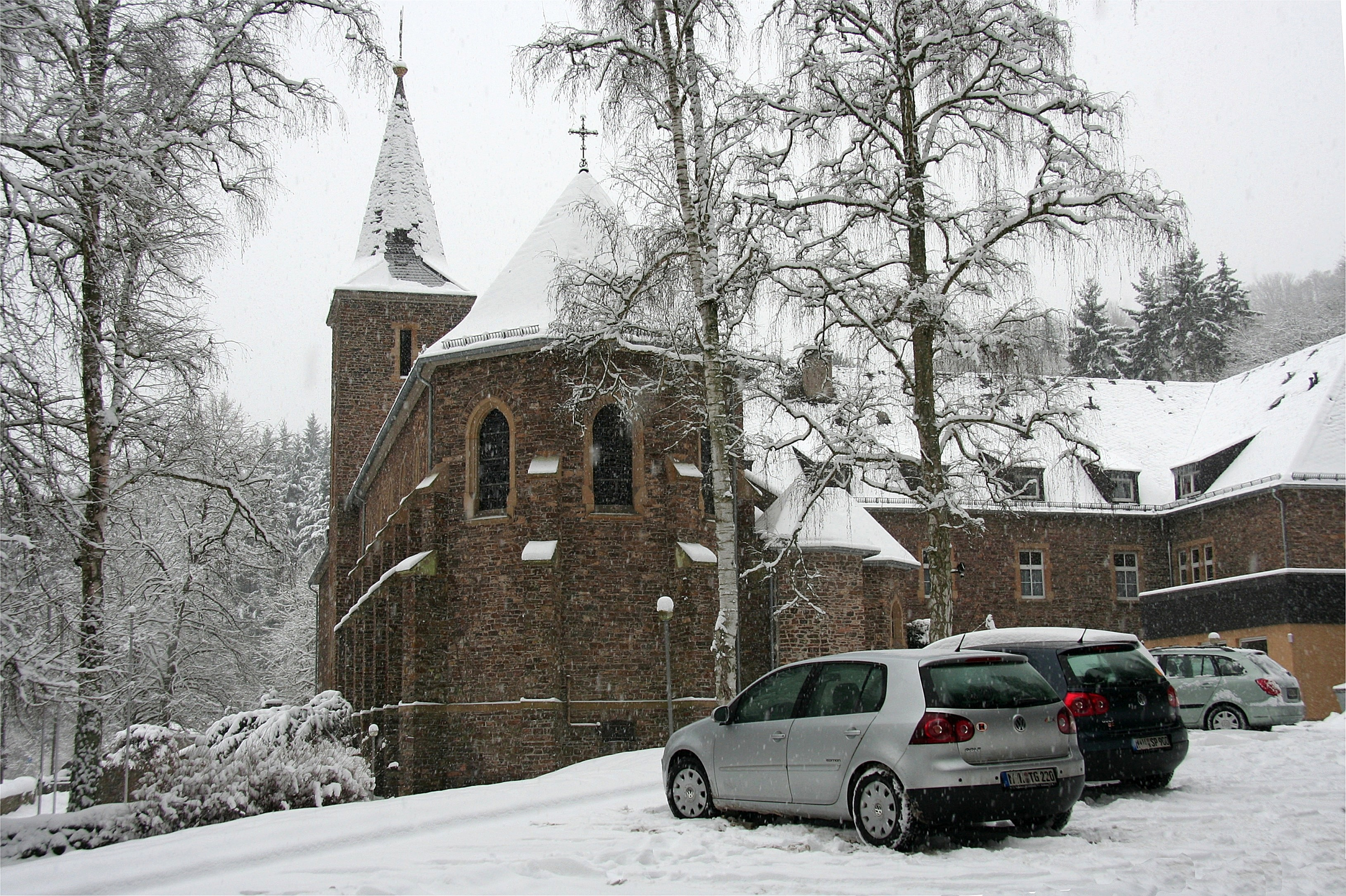
Hiver 2010-2011 à Engelport
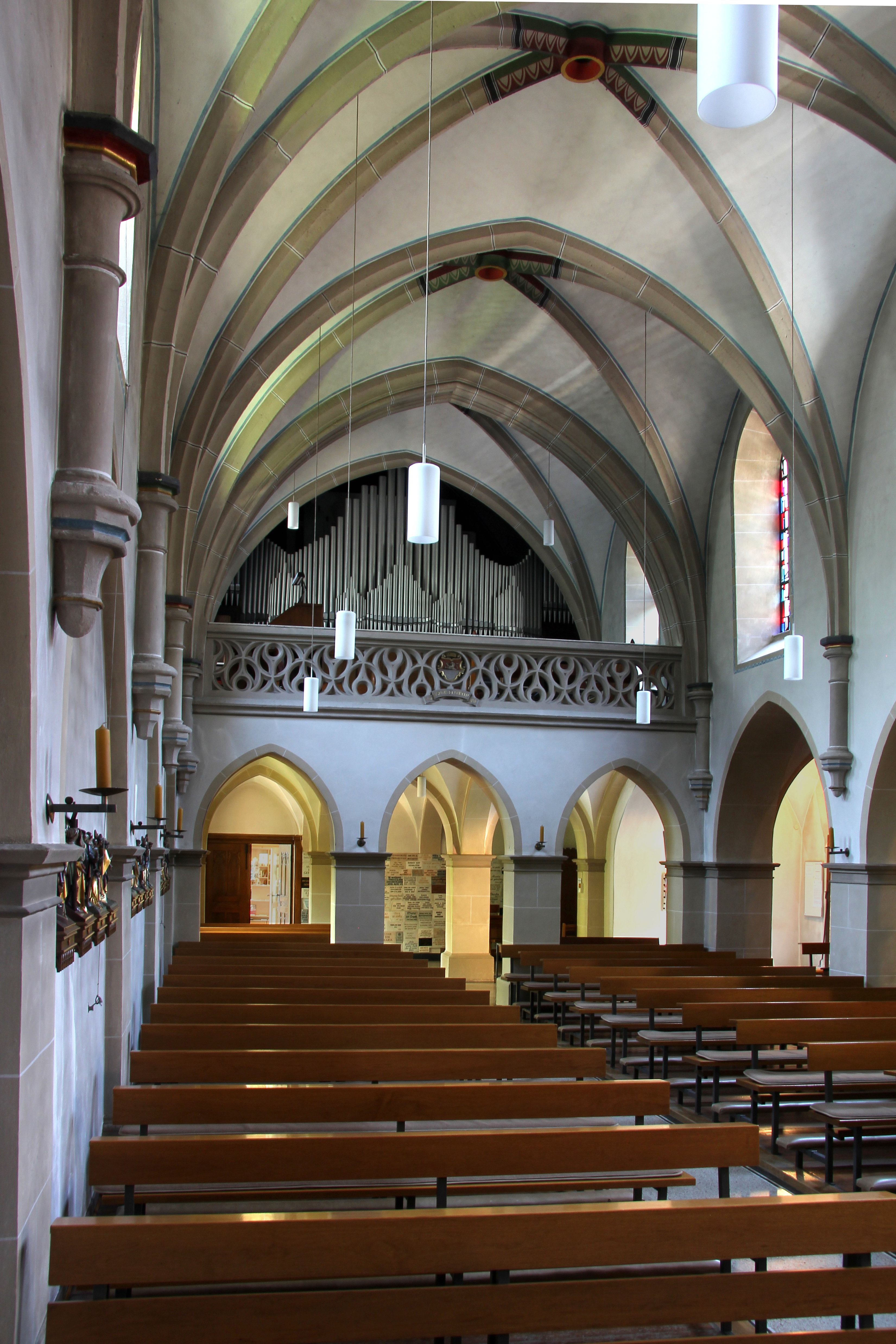
Vue de l'orgue à partir de l'autel
Nef et chœur de l'église conventuelle en 2013

## Engelport après 1900

### Reconstruction
Après que le couvent eut été laissé à l'état de ruines au début du XIXe siècle, il est acquis par le curé Peter Haubrich (originaire de Pommern) en 1903 qui le met à disposition de la province allemande de la congrégation missionnaire des oblats de Marie-Immaculée. Ceux-ci font construire un nouveau bâtiment en 1904-1905. Après avoir construit une église à Kail, l'abbé Peter Haubrich âgé de soixante ans fait de cette nouvelle fondation l'œuvre de sa vie.
L'église conventuelle est en style néogothique ; elle n'est pas orientée car elle donne au nord-ouest. Le corps principal du couvent se trouve au sud-est, ce qui donne un aspect allongé à l'édifice avec le clocher de l'église au milieu qui se dresse au-dessus de l'entrée principale. 
Maria Engelport est un lieu de pèlerinage en l'honneur de la Vierge Marie et de sa mère, sainte Anne. On y trouve aussi des reliques du fondateur de la congrégation, le Français saint Eugène de Mazenod (1782-1861).

### Statue miraculeuse
La statue miraculeuse de Notre-Dame d'Engelport est une statue de bois finement, sculptée, dorée et peinte avec l'Enfant Jésus. Elle date du XVe siècle et sort de l'atelier d'un maître de Cologne ou de Mayence. La statue, qui se trouve dans une chapelle de côté, aurait été offerte au couvent par un habitant de Cologne et la dernière maîtresse (prieure) du couvent l'aurait emportée avec elle à Treis pendant la tourmente révolutionnaire. Cette version n'est pas confirmée par les historiens aujourd'hui.
Le vicaire de la cathédrale de Trèves, Josef Hulley, certifie que c'est l'abbé Haubrich qui en 1913 a offert au couvent cette statue (retrouvée selon certains), après l'avoir fait restaurer. Un détail intéressant de cette représentation, c'est le pain bénit que la Vierge tient dans la main gauche.

### Statue de sainte Anne
Une remarquable statue de sainte Anne de bois du XVIe siècle se trouve au-dessus d'un autel latéral ; il s'agit d'une Trinité de sainte Anne, ou d'une sainte Anne trinitaire c'est-à-dire une représentation avec sainte Anne, la Sainte Vierge et l'Enfant Jésus, fort en vogue de la fin du Moyen Âge jusqu'au XVIIe siècle, notamment dans les pays germaniques. Ici la Sainte Vierge est représentée comme une grande personne, mais de la grandeur d'une petite enfant. La statue mesure 42 cm et elle est faite en bois de poirier. Elle provient de la collection Hulley.

## Illustrations

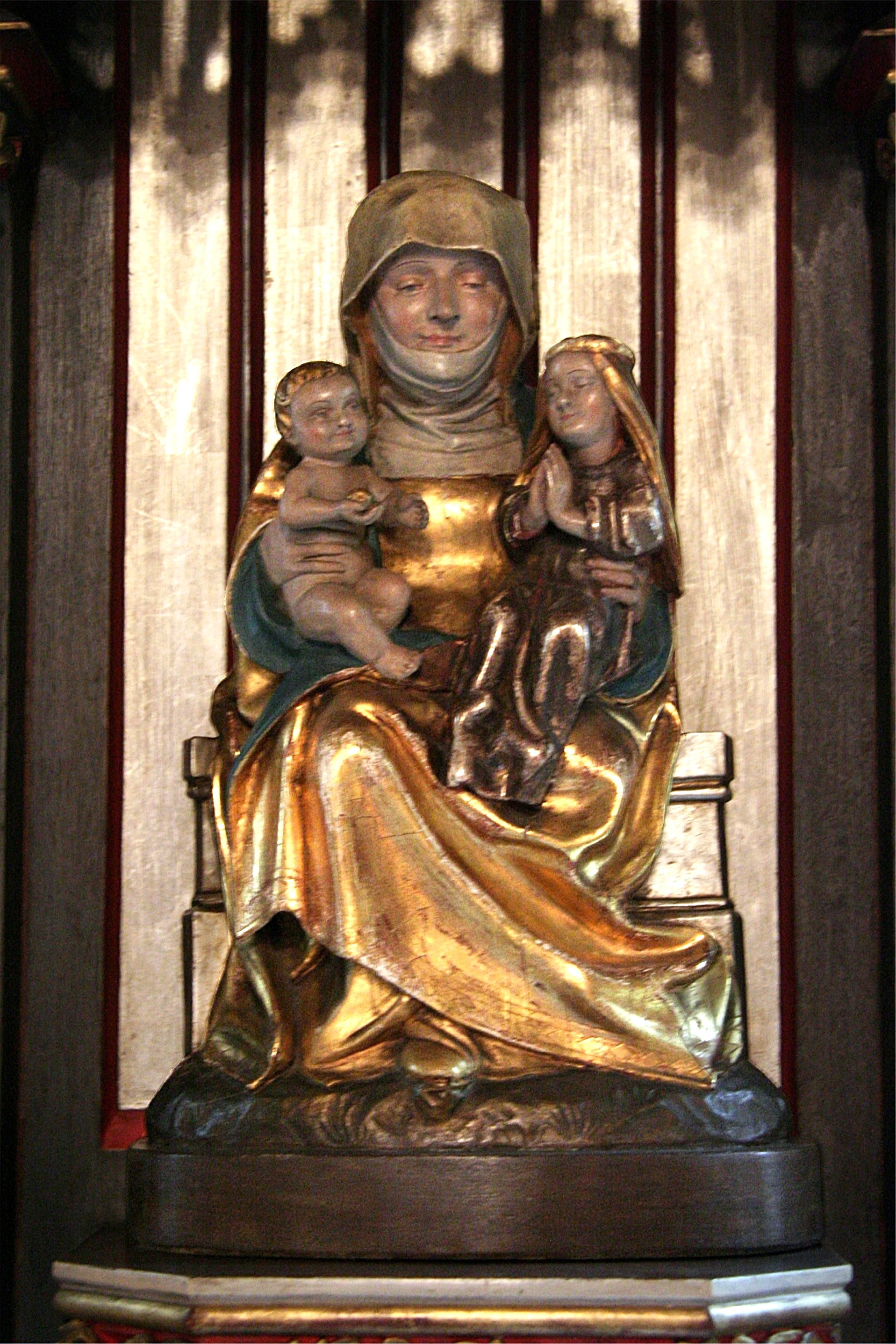
Sainte Anne avec la Vierge et l'Enfant Jésus (dite Trinité de sainte Anne)
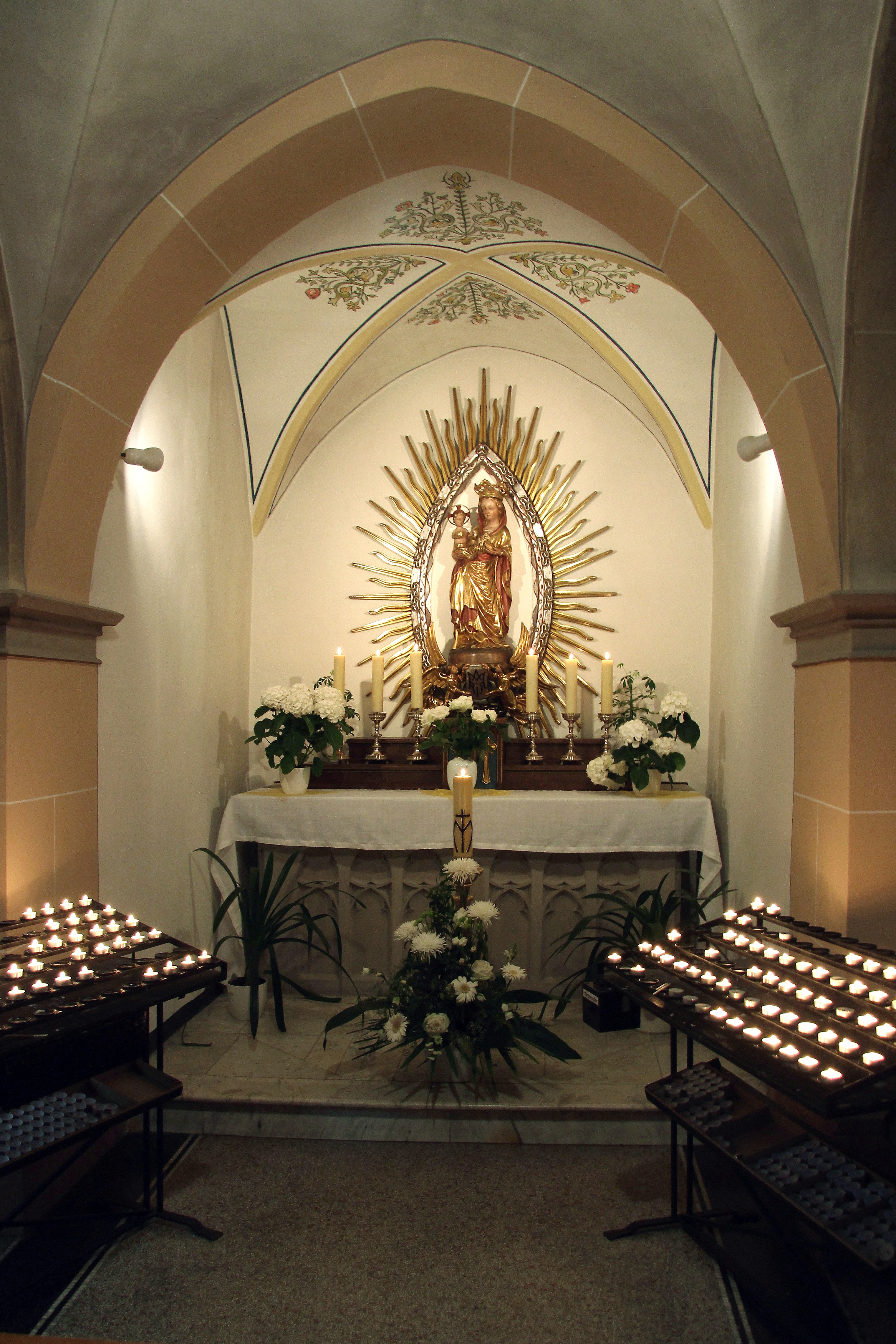
Chapelle avec la statue miraculeuse.

## Activités et fonctions du couvent de 1904 à aujourd'hui

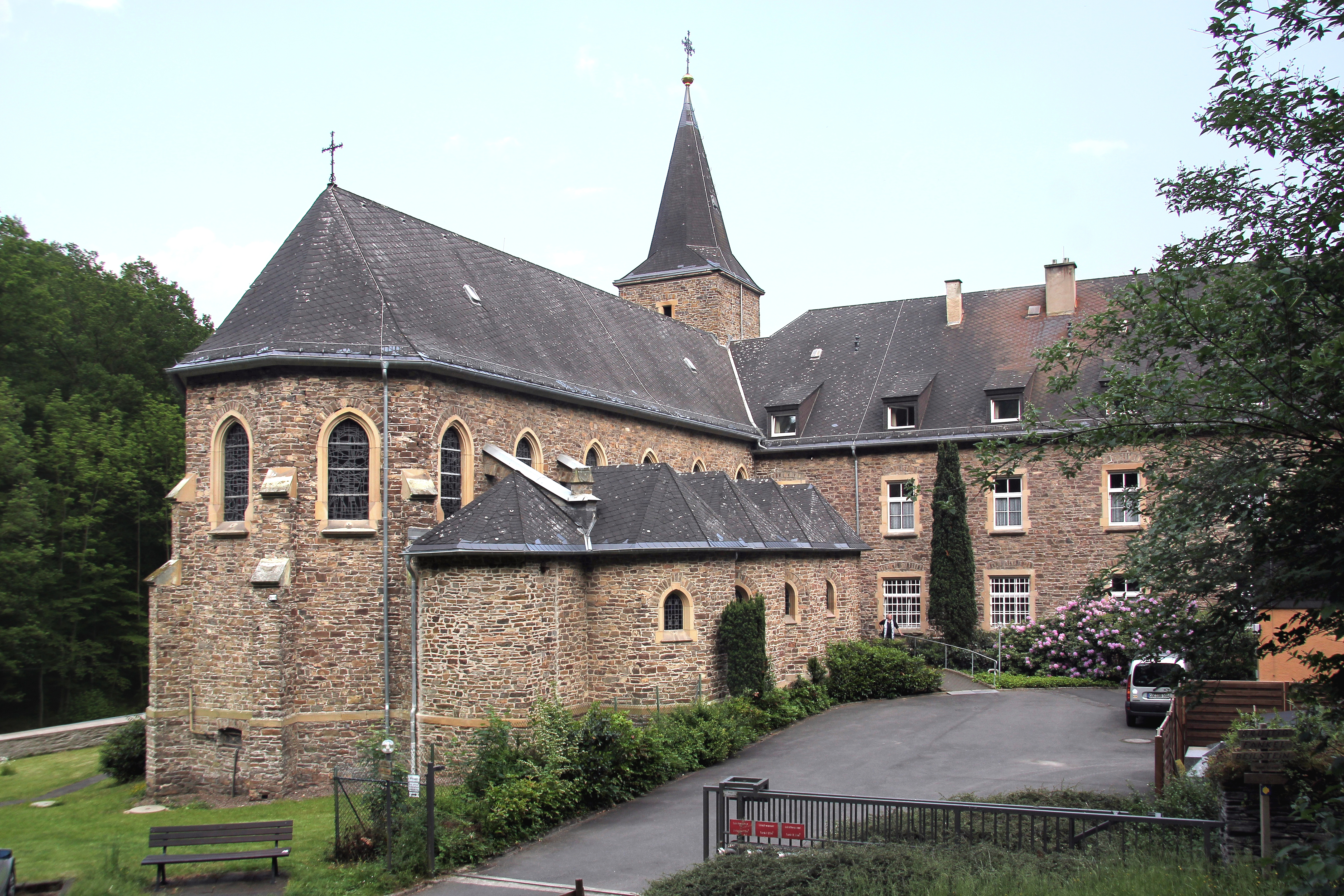
Vue du côté nord-ouest.

Dès son inauguration en 1904, le couvent sert de maison de formation pour la province allemande des frères missionnaires de la congrégation des oblats de Marie-Immaculée. Ils sont surtout destinés à travailler dans la colonie allemande du Sud-Ouest africain allemand (actuelle Namibie). Après la chute de l'Empire allemand et la fin de la Première Guerre mondiale, le couvent perd cette fonction et devient le noviciat de la province allemande, jusque dans les années post-conciliaires où il est fermé à cause de la chute brutale et soudaine des vocations. Le couvent subit la persécution pendant les années du national-socialisme. Les Pères Friedrich Lorenz et Engelbert Rehling, ainsi que Mgr Rudolf Maria Koppmann (vicaire apostolique de Windhoek), ont prononcé ici leurs premiers vœux. Le Père Josef Metzler y a été formé avant d'aller au couvent Saint-Boniface. 
Les lieux idylliques qui entourent le couvent sont propices à la promenade surtout en été dans la vallée du Flaumbach. Les derniers oblats se sont consacrés pendant des années à accueillir des groupes de pèlerins, pour des retraites, des exercices spirituels, des sessions, ou simplement du repos dans un lieu de spiritualité, surtout après la grande restauration de 1998. Les habitants de la région (de la vallée de la Moselle, de l'Eifel et du Hunsrück) aiment s'y retrouver pour les dimanches et jours de fête.
Les derniers oblats âgés quittent leur couvent le 8 décembre 2013 faute de vocation et à cause des charges d'entretien élevées. Il est racheté par l'Institut du Christ Roi Souverain Prêtre qui y installe ses religieuses le 2 janvier 2014. Les religieuses suivent la forme extraordinaire du rite romain ; c'est-à-dire que la messe et les prières sont dites en latin selon le missel romain de 1962.

## Bibliographie

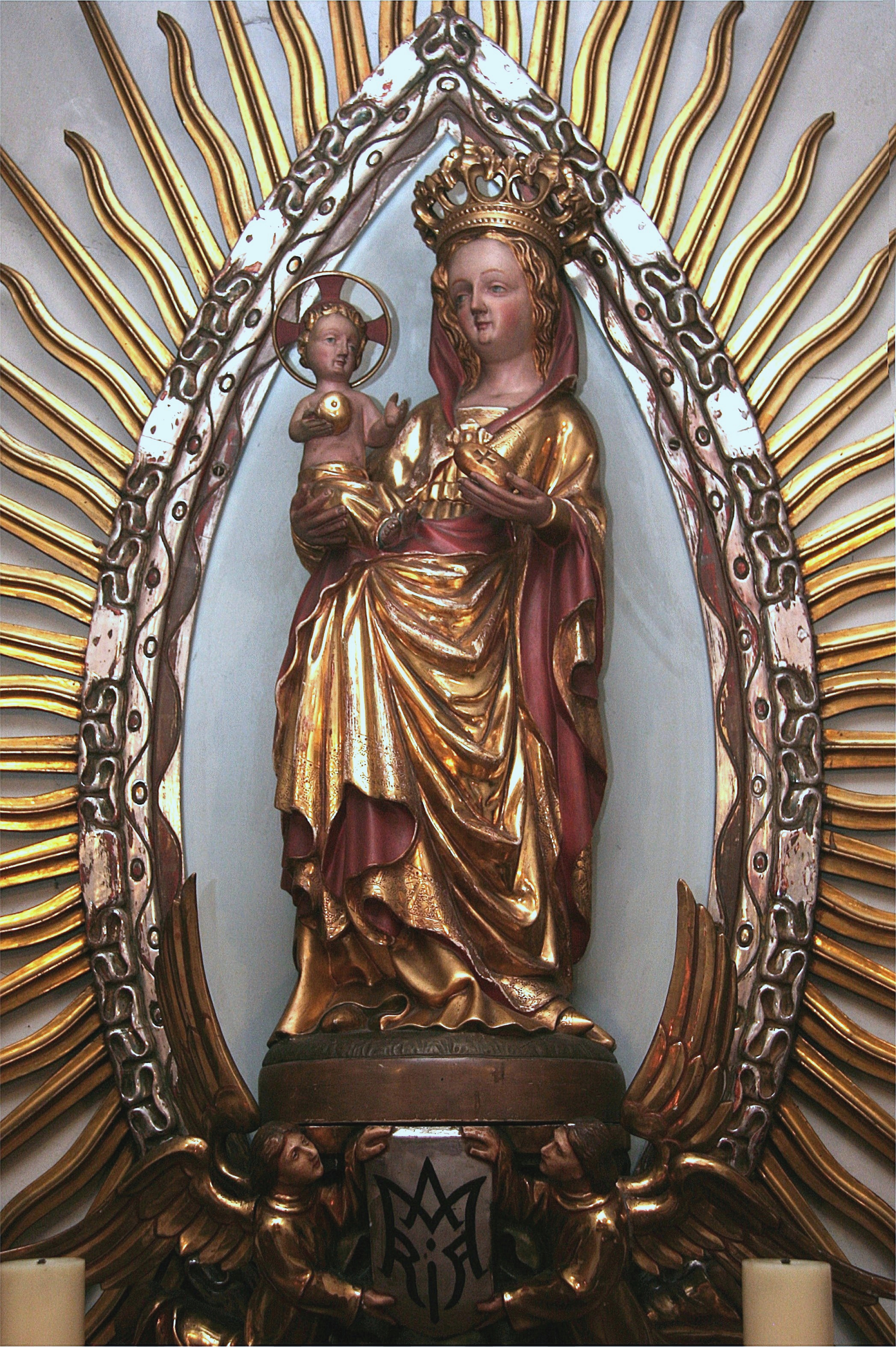
Statue de Notre-Dame d'Engelport

## Source de la traduction
- (de) Cet article est partiellement ou en totalité issu de l’article de Wikipédia en allemand intitulé « Kloster Maria Engelport » (voir la liste des auteurs).